# Esskastanienbohrer

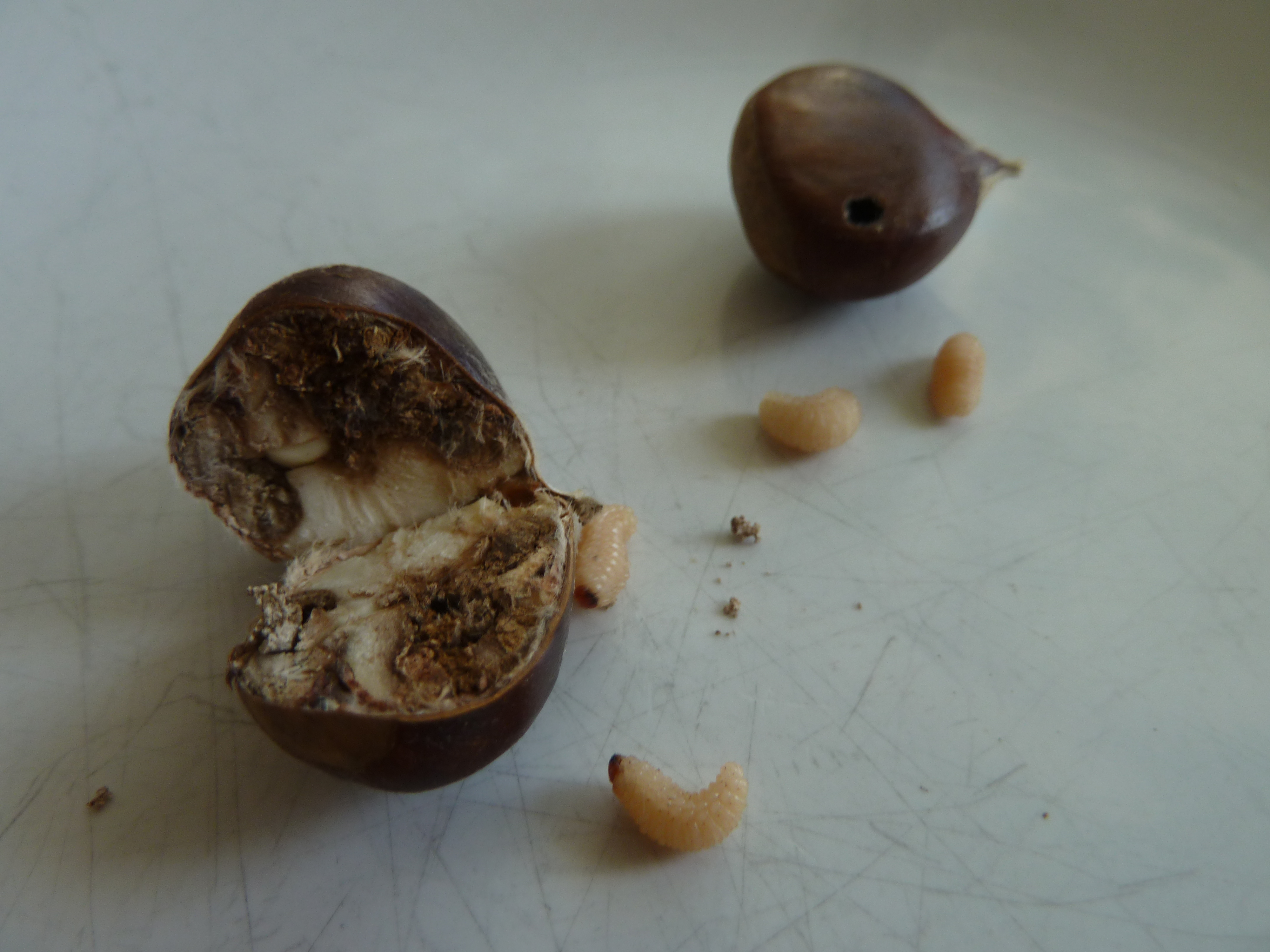
Larven des Esskastanienbohrers und Schadbild an einer Esskastanie

Der Esskastanienbohrer (Curculio elephas) ist ein europäischer Rüsselkäfer, der Edelkastanien (Castanea sativa) und verschiedene Eichen (Quercus) befällt.

## Merkmale
Der Esskastanienbohrer ist ohne Rüssel etwa sechs bis zehn Millimeter lang und grau-rötlichgoldener Farbe, die Beine und Fühler sind bräunlichrot. Die Deckflügel (Elytren) sind längsgestreift. Der Rüssel des Weibchens ist gleich lang wie der Körper, der des Männchens ist etwa halb so lang.
Die weißlichen Larven sind im letzten, vierten Larvenstadium 12 bis 15 Millimeter lang. Ihre Kopfkapsel ist braun. Sie besitzen keine Beine.

## Vorkommen
Der Esskastanienbohrer kommt vor allem in Südeuropa vor, etwas seltener auch in Wärmegebieten in Mitteleuropa, auch in Deutschland.

## Lebensweise
Ab Mitte August erscheinen die adulten Käfer an der Oberfläche. Die Weibchen legen jeweils ein einziges Ei auf eine junge Frucht der Edelkastanie oder der Eichen. Ein Weibchen legt bis zu 40 Eier. Wenn die reifen Früchte abfallen, fressen die Larven ein Loch mit rund fünf Millimetern Durchmesser in die Fruchtschale und ziehen sich in den Boden zurück. Die Larven überwintern im Boden in einem Kokon in 10 bis 60 Zentimeter Tiefe und verpuppen sich erst etwa im Juni des darauffolgenden Jahres. Die meisten Larven verpuppen sich nach dem ersten Winter, bei 25 bis 40 % dauert diese Diapause allerdings zwei bis vier Jahre. Dadurch hat der Esskastanienbohrer eine schwer berechenbare Populationsdynamik.

## Bedeutung als Schädling
Bei einem starken Befall in Edelkastanienbeständen kann der Edelkastanienbohrer starke Fruchtschäden hervorrufen. Eine befallene Kastanie erscheint nach außen gesund, solange sich die Larve noch im Inneren befindet. Durch die Fraßgänge und die Exkremente ist die Frucht jedoch ungenießbar. Da befallene Kastanien keine Symptome aufweisen, werden sie auch verkauft. Der Befall mit „Würmern“ fällt erst dem Konsumenten auf.
Eine effektive Maßnahme zur Eindämmung ist das rasche Aufsammeln der Früchte nach dem Abfallen, bevor die Larven sich freifressen, und die anschließende Vernichtung der als befallen erkannten Früchte.

## Gefährdung
Die Art wird in der Roten Liste Deutschlands mit "Daten unzureichend" bewertet. Vormals war sie als "Vom Aussterben bedroht" gelistet gewesen.

## Weiterführende Literatur
- Edmund Reitter: Fauna Germanica – Die Käfer des Deutschen Reiches. Band 5, K. G. Lutz, Stuttgart 1916
- Edmund Reitter: Fauna Germanica – Die Käfer des Deutschen Reiches. 5 Bände, Stuttgart K. G. Lutz 1908–1916, Digitale Bibliothek Band 134, Directmedia Publishing GmbH, Berlin 2006, ISBN 3-89853-534-7